# Брауншвейгское семейство

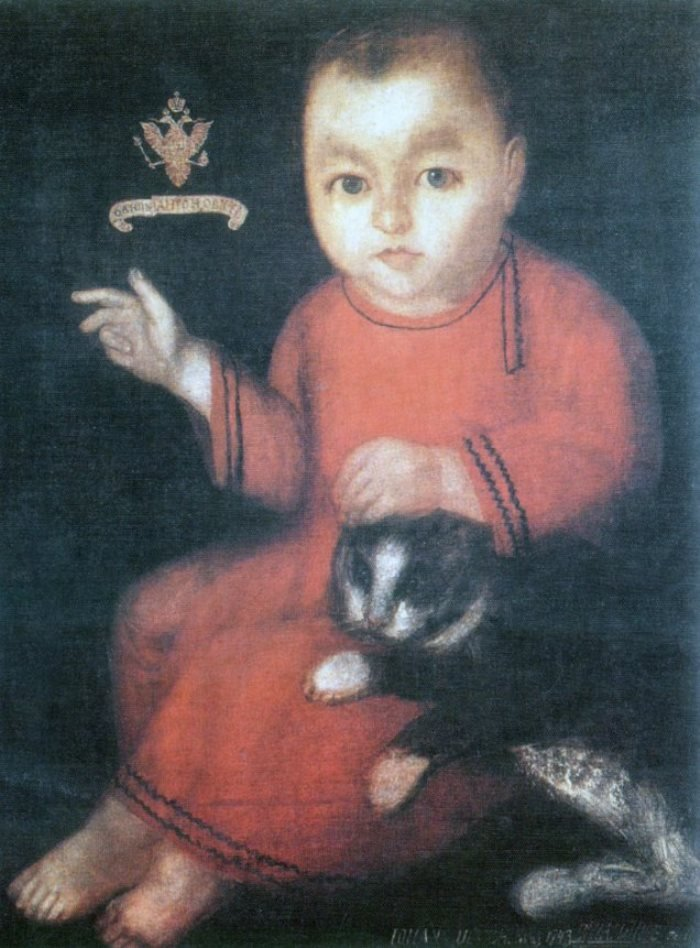
Император Иван VI с котёнком

Брауншвейгское семейство (Мекленбург-Брауншвейг-Романовы) — традиционное название семейства Антона Ульриха Брауншвейгского и Анны Леопольдовны после свержения их сына Ивана Антоновича с российского престола в ходе дворцового переворота 25 ноября (6 декабря) 1741 года. Принадлежало к вольфенбюттельской ветви брауншвейгского рода Вельфов, одного из знатнейших и древнейших в Европе.
Содержались в Холмогорах. В результате действий, совершённых лицами, взявшими верховную власть в Российской империи в 1741 году, из пятерых детей Антона и Анны ни один не вступил в брак и не оставил потомства.

## Члены
1. Антон Ульрих Брауншвейгский (28 августа 1714 — 15 мая 1774)
2. Анна Леопольдовна (18 декабря 1718 — 19 марта 1746)
  1.  Иван VI Антонович (23 августа 1740 — 16 июля 1764)[1]
  2. Екатерина Антоновна (15 июля 1741 — 9 апреля 1807)
  3. Елизавета Антоновна (27 сентября 1743 — 20 октября 1782). Родилась в ссылке.
  4. Пётр Антонович (30 марта 1745 — 30 января 1798). Родился в ссылке.
  5. Алексей Антонович (7 марта 1746 — 22 октября 1787). Родился в ссылке.

## Первые годы ссылки
В первые дни после захвата власти Елизаветой Петровной её сторонники не знали, что делать с «брауншвейгцами». Поначалу их хотели выслать обратно в Европу (эта версия была публичной и объявлена народу в манифесте Елизаветы, объяснявшем её права на престол), для чего 12 декабря всё семейство было препровождено в Рижский замок. Там, однако, они были задержаны в течение целого года. Во всех злоключениях за своими бывшими покровителями следовали фрейлина Юлиана Менгден и полковник Геймбург, адъютант принца Брауншвейгского 
Всё это время при петербургском дворе пытались определить их дальнейшую судьбу. Влиятельный маркиз де Шетарди настаивал на ссылке в самые глухие места России. Чашу весов в сторону этого мнения склонил заговор камер-лакея Турчанинова, который замышлял устранить Елизавету Петровну и освободить Ивана Антоновича из темницы.
В декабре 1742 года Анна Леопольдовна с родными была переведена в крепость Дюнамюнде, где у неё родилась дочь Елизавета. В январе 1744 года всё семейство перевезли в Рязанскую губернию для заключения в Раненбургской крепости. Однако уже в июле барон Корф привёз в Раненбург указание везти брауншвейгское семейство в Архангельск для последующей переправы в Соловецкий монастырь. При этом Геймбургу и Менгден было запрещено следовать за ними, однако такое разрешение получил шотландский лейб-медик Майкл Маунзи, оказывавший им врачебную помощь.

## В Холмогорах

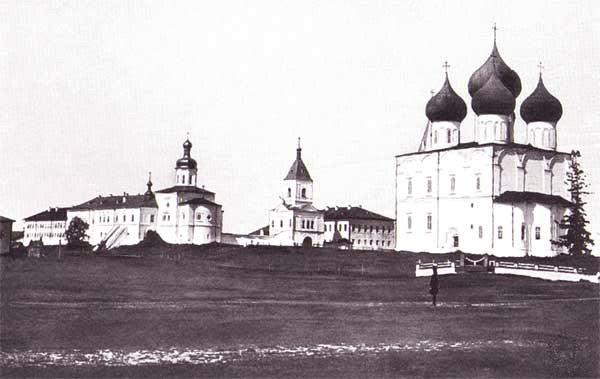
С левой стороны от Холмогорского собора виден дом брауншвейгского семейства

Несмотря на болезнь и осеннюю распутицу, бывшая правительница была отправлена на север. Из-за льдов о переправе на Соловки нечего было и думать. Брауншвейгское семейство поселили под крепким караулом в архиерейском доме при Холмогорском соборе, который был обнесён высоким тыном. Это здание частично сохранилось до наших дней. Бывшего императора изолировали от родителей. Единственные их развлечения в это время — прогулки по саду и на карете в пределах 200 сажен от дома.
Во время заключения в Холмогорах у Анны Леопольдовны родились сыновья Пётр (19 марта 1745 года) и Алексей (27 февраля 1746 года). Сведения о рождении новых принцев не разглашались. После рождения Алексея она заболела родильной горячкой и умерла на 28 году жизни. Комендант Холмогорской тюрьмы майор Гурьев, следуя инструкции, отправил тело бывшей правительницы в столицу, где оно с почестями было погребено в Александро-Невской лавре.
Заключение брауншвейгских принцев в Холмогорах было полно лишений; нередко они нуждались в самом необходимом. Для наблюдения за ними был определён штаб-офицер с командой; прислуживали им несколько мужчин и женщин из простого звания. Всякое сообщение с посторонними было им строго воспрещено; один лишь архангельский губернатор имел повеление навещать их по временам, чтобы осведомляться об их состоянии. Воспитанные вместе с простолюдинами, дети Антона Ульриха не знали другого языка, кроме русского. На содержание Брауншвейгской фамилии, на жалованье приставленным к ним людям, также на ремонт дома, который они занимали, не было назначено определённой суммы; но отпускалось из архангельского казначейства от 10 до 15 тысяч рублей ежегодно.

## При Екатерине II

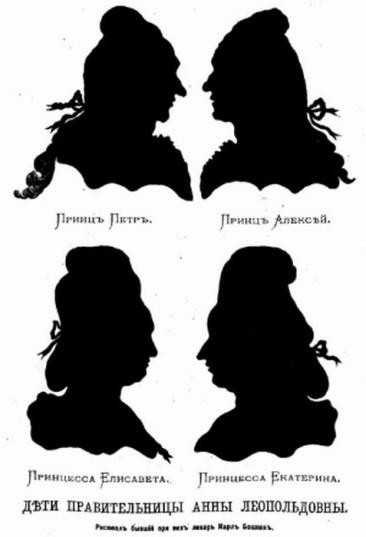

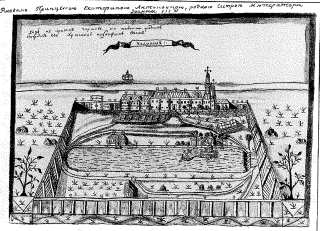
Холмогоры. Рисунок Екатерины Брауншвейгской

В 1756 г. Иван Антонович был тайно перевезен в Шлиссельбургскую крепость. Настоящее имя «безымянного колодника» было скрыто даже от коменданта крепости. Охраной узника занималась непосредственно Тайная канцелярия. После упразднения этого ведомства содержание бывшего императора было поручено курировать Н. И. Панину. И Пётр III, и Екатерина II приезжали в крепость посмотреть на «соперника». После каждого визита его изоляция от окружающего мира только усиливалась.
В 1764 г. при попытке освободить Ивана Антоновича, предпринятой подпоручиком Василием Мировичем, таинственный узник был убит. Его тело захоронили в неустановленном месте. Ряд историков считает, что попытка освобождения была подстроена с целью устранить наиболее опасного конкурента Екатерины II, узурпировавшей российский престол, не имея никаких прав на него. Через 10 лет в Холмогорах умер генералиссимус Антон Ульрих, к тому времени окончательно ослепший. Екатерина предлагала ему вернуться на родину, оставив детей в России; но он неволю с детьми предпочёл одинокой свободе.

## В Дании
Наконец, 18 марта 1780 года Екатерина II завязала переписку с датской королевой Юлианой Марией, сестрой покойного Антона Ульриха, относительно возможности переезда её племянников из России в Данию. Императрица желала поселить опасное для неё семейство в самом глухом месте принадлежавшей датчанам Норвегии. Датские корреспонденты однако убедили её, что в Норвегии нет такого обитаемого места, которое не имело бы порта и не было бы при море. Поэтому было решено перевезти детей Антона Ульриха внутрь Ютландии, в уезд, равно удалённый и от моря, и от больших дорог. Небольшой город Горсенс избран был для их пребывания, и король датский купил там для родственников два дома. Во избежание появления конкурирующей династической линии предполагалось запретить узникам вступать в брак.
Приготовления к переезду велись тайно через канцелярию статс-секретаря Безбородко. Губернатор А. П. Мельгунов посетил брауншвейгцев в Холмогорах; из его описания известна их внешность. В ночь на 27 июня 1780 года они были перевезены в Новодвинскую крепость, а в ночь 30 июня на фрегате «Полярная звезда» принцы и принцессы отплыли от берегов России, щедро снабженные одеждой, посудой и прочими необходимыми вещами. Для содержания их в Горсенсе Екатерина II назначила каждому из них пожизненную пенсию в 8000 рублей. Эта сумма выдавалась от русского двора полностью по 1807 год, то есть до кончины последней представительницы этого семейства.
В августе 1803 года Екатерина Антоновна прислала Александру I письмо, написанное собственноручно на плохом, безграмотном русском языке. Она умоляла забрать её в Россию, домой. Она жаловалась, что датские слуги, пользуясь её болезнями и незнанием, грабят её. «Я плачу каждый день, — заканчивала письмо Екатерина, — и не знаю, за что меня послал сюда Бог и почему я так долго живу на свете. Я каждый день вспоминаю Холмогоры, потому что там для меня был рай, а здесь — ад». Ответа на письмо не последовало.